# Eiwa
Eiwa (japanska: 永和?, Ei-wa), 1375–1379, är en period i den japanska tideräkningen, vid det delade Japans norra tron. Kōryaku infaller under södra tronens Tenju. Kejsare vid den norra tronen var Go-Enyū och shogun var Ashikaga Yoshimitsu.
Namnet på perioden är hämtat från ett citat ur den kinesiska klassikern Shujing.